# 北光社 (入植者団体)

北海道総務部文書課編(1965)『開拓につくした人びと』より、北光社の入植地。市街および鉄道網は1965年（昭和40年）時点のもの

北光社（ほっこうしゃ）は、日本の入植者団体である。1896年（明治29年）前後に高知県で設立され、キリスト教精神に基づく入植地コミュニティの形成を目指して北海道のクンネップ原野（現：北見市・常呂郡訓子府町）を開拓した。
同団体は、坂本直寛を初代社長として、自由民権運動家が中心となって設立された。板垣退助が主導した立志社は、思想・政治の共通性などからキリスト教伝道団体と協力しており、のちに多くの立志社関係者が受洗した。また、激化事件以降、高知の自由民権運動家は国権の拡張と外地への進出を主張するようになった。1893年（明治26年）、同地の運動家である武市安哉が北海道においてキリスト教にもとづく入植地である聖園農場を組織すると、おもえらくはこれに触発されるかたちで、1895年（明治28年）ごろより同様の意図を有する組織としての北光社設立の機運がうまれた。1896年（明治29年）には先発隊が入植地の開拓をはじめ、1897年（明治30年）には本格的な移民がはじまった。しかし、入植地は安定せず、坂本は早々に北光社の社長の座を退いた。3代目の支配人である前田駒次の尽力により、北光社の開墾は一応完了したものの、前田は1914年（大正3年）に農場を人に譲って野付牛町長の職務に専念するにいたり、北光社はその活動を終了した。
北光社は北見地域の開拓の先鞭を切った団体であるとして顕彰の対象になっているが、一方で、キリスト教にもとづく共同体をつくるという当初の目的を果たすことはなかった。

## 背景

### 高知県におけるキリスト教布教と自由民権運動家の受洗
土佐国におけるキリスト教の布教は戦国時代に遡り、一条兼定のように受洗した有力者も存在したものの、近世においては禁教令にもとづく厳しい弾圧が行われ、桑名古庵のような殉教者もあった。同地において、再びキリスト教にもとづく言説が公の場に現れるのは、明治時代に禁教が解かれ、1875年（明治7年）に沢辺琢磨が立志社で演説を行って以降のことである。
この時代のキリスト教の布教に、自由民権運動との連携があることは、山路愛山や家永三郎なども指摘するところであるが、高知県においても、板垣退助の主導する自由民権運動団体である立志社が、キリスト教の宣教を熱心に支援した。白井暢明は、こうした自由民権運動家によるキリスト教伝道の支援の背景には、彼らがキリスト教を「封建社会からの脱却、人間解放、自由平等の思想」として理解したという「外面的な思想共通性」のほか、自由民権運動がキリスト教の布教と同時代的な出来事であったこと、いずれの運動も、天皇制の確立を急ぎつつある近代日本の批判者として機能したという社会的基盤の同一性などが理由にあったと論じる。
とはいえ、家永は両者の関係について、単に「お互いにその宣伝活動を有利に展開する必要から協力し合った」という以上のものではないと論じる。白井は立志社関係者から実際に受洗者があらわれるのが、立志社を前身とする政党である自由党が1886年（明治17年）に解体されて以降の、運動の下降期になってからであることに触れながら、両者の関係性について「外面的な関連性を超えて、より思想的、論理的な必然性があったかどうかは疑わしい」と述べている。実際に、のちに北光社の社長となる坂本直寛は、『予が信仰の経歴』において、当時の自らはキリスト教について、「唯文明国に行なわるる者なるが故に、他宗教に卓越する者なり」と考える程度で、それ以上に「宗教を以て国を建てんとするが如きは実に至愚の事」であると考え、「又好んで無神説を唱えた」という。
当時の立志社関係者がどれほどキリスト教の思想に共鳴していたかはともかく、板垣の仲介により、1878年（明治11年）には神戸教会の牧師であるジョン・レイドロー・アトキンソンが高知県での宣教を実現する。板垣は、アトキンソンによる1ヶ月の高知滞在にあたって、住居を貸し与えている。その後もキリスト教関係者の高知への来訪は続いた。坂本は当初、彼らに対して「専ら無神哲学を調べて之を論議」する姿勢をとっていたが、ジョージ・ウィリアム・ノックスと3日間にわたって討論したすえ、「道を講究する事を約する」ことを約束せしめられるに至った。1885年（明治18年）5月15日には高知中島町耶蘇教講義所が設立されるが、これにあたって、立志社関係者である坂本・片岡健吉・武市安哉らをふくむ13名が、ノックスから洗礼を受けている。

### 自由民権運動家による国権論の勃興
高知県の自由民権運動は1882年（明治15年）ごろをピークとし、それ以降は停滞していった。この時期、自由党は困民党などを支持する革命的グループである急進派、彼らを支持しない主流派、両者の中間に立つ中間派に分かれ、主流派の中心人物であるところの板垣退助を擁する高知県の運動家は基本的に主流派に立った。当時、清仏戦争などを背景にアジア情勢は揺れ動いており、党内の急進派の関心を国内から国外にそらす意味も兼ね、自由党主流派は国権の拡張を主張しはじめるようになる。1884年（明治17年）には『自由新聞』に「国権拡張論」が連載される。自由党の公式見解を示すところであるこの論考においては、官民の調和を前提に、日本はアジアの盟主として同地域からの欧米勢力の排除と安寧を図るべきであり、そのためには自由民権派有志の熱意が「内事より転じて外事に向わしめる」ことが重要であると説かれている。板垣は、急進派が1884年（明治17年）9月におこした加波山事件の余波が自由党に及ぶことを恐れ、同年中に党を解体した。

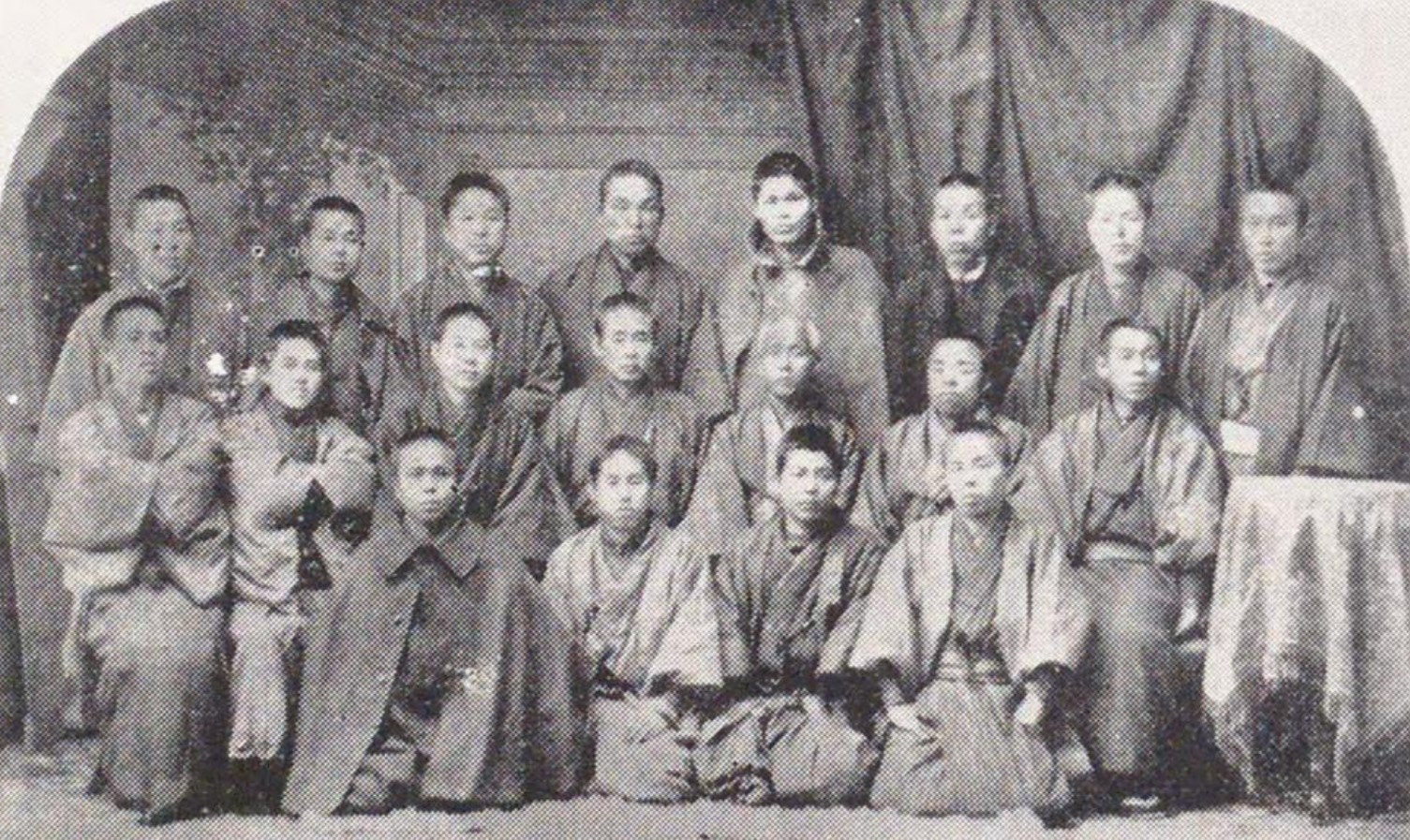
「保安条例受難記念」の集合写真。片岡を中心に、沢本楠弥・武市安哉といった、のちに北海道入植事業にかかわる者も映る

坂本・片岡・武市らは1887年（明治20年）、三大事件建白運動のために上京する。12月26日、片岡と星亨が代表者となり、総理大臣に面会を申し入れることとなったが、同日に政府は保安条例を施行し、皇居から3里以内に自由民権運動家が近づくことを禁じる。これを拒否した坂本・片岡・武市らは東京監獄所石川島分署に投獄される。この時期、坂本もまた、信仰にもとづく国権論を志向するようになっており、獄中で旧約聖書を読み、「神がモーセをしてヘブライ国民建設の偉業を為さし給いたる」ように、自らもキリスト教精神に立脚する拓殖事業をおこないたいという希望を持つようになる。1889年（明治22年）、彼らは大日本帝国憲法の発布にともなう大赦により釈放される。
1895年（明治28年）の日清戦争戦勝により、多くの日本人のナショナリズムは昂揚する。坂本もまたそのひとりであり、同年に書かれた「海外移民論」において、彼はこの戦争を「義戦」と称え、日本が「天佑」に恵まれる今こそ、自国が世界に拡張するまたとない機会となっていると主張する。坂本は榎本武揚が主導していたメキシコ植民計画に賛同していた。なお、この「榎本植民地」の顛末であるが、1897年（明治30年）の第1回移民団において脱走者が相次ぎ、1901年（明治34年）には、榎本は土地を手放し、植民地経営からまったく手を引いてしまう。坂本は1896年（明治29年）ごろにメキシコへの移民計画に対する興味を失い、北海道への入植を決意するに至る。この進路変更の理由としては、ロシアの南下政策を警戒する、いわゆる「北門の鎖鑰」論と、次に述べる武市による聖園農場の経営が当時所定の成果をあげていたことが考えられる。

### 高知の窮状と聖園農場の設立
坂本直寛とともに釈放された武市安哉は、1891年（明治24年）に新自由党から出馬し衆議院議員となり、1892年（明治25年）には開拓使官有物払下げ事件の調査員として北海道に渡る。崎山信義は、彼が目の当たりにした北海道の雄大な原野と同地でのキリスト教関係者とのふれあいは、少なからざる影響を与えたであろうと論じている。当時の日本では北海道への開拓植民が大いに盛り上がっており、平地の少ない四国においてもその傾向は顕著であった。北光社の入植者はおおむね長岡郡・土佐郡・高岡郡の出身であったが、これらの地域は耕地に乏しいうえに、農作物の収穫期である9月を最盛期として、毎年台風に悩まされていた。
衆議院議員となった武市は、「日毎の奔労多くは詮なき闘争の為めにのみ用いられ」、毎安息日に酒宴がおこなわれる政界の現実に疲弊し、2年で職を辞す。武市は「衆議院議員辞職の告示書」において高知県の現状を「山嶽畳々、道途四塞、戸口の繁殖は一層駿速なるものあり」と説き、「深山幽谷亦た犂鍬を容れざるはなく、耕地は既に拓尽して復た余剰なきに関わらず、他の沃野膏土を求めて之に移らんとするものはなし」と、拓地植民の必要性を訴えている。
また、当時の北海道においてはキリスト教系の団体による入植がしばしば見られ、たとえば1881年（明治14年）の赤心社、1893年（明治26年）のインマヌエル団体といった団体が北海道への移民をおこなった。武市は北海道から戻ったのち、自由民権運動の同志や高知教会の信徒を中心に熱心に勧誘をおこない、1893年（明治26年）7月には自らをふくむ31人の団体を結成し、札的川沿いの原野に入植し、「聖園農場」を開いた。武市は1894年（明治27年）12月に志半ばで急死するも、彼の没後も入植地においては安息日と禁酒の慣習が守られつづけた。

## 北光社の設立と入植

### 北光社の設立

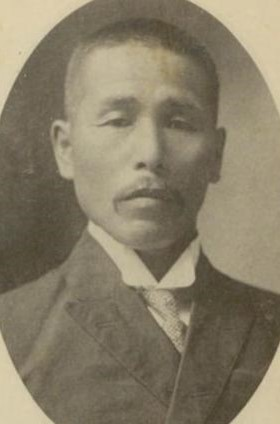
前田駒次。土佐出身の自由民権運動家であり、渡道して聖園農場経営に関わったのち、北光社に参与した。

北光社の設立の経緯については、おおむね先に述べた理由が背景としてあるものと考えられているが、不明瞭な部分も少なからずある。北光社設立にむけての動きは1895年（明治28年）時点で存在したようであり、米村喜兵衛『北見郷土史話』による前田駒次の談話によれば、この年の8月に前田と沢本楠弥の2名がクンネップ原野を視察している。前田は、土佐出身の自由民権運動家であり、武市による聖園農場経営を補佐するために北海道に渡った。
私の北海道に渡ったのは、浦臼に武市安齎さんが農場を開設すると言うので、その支配を頼まれて渡道したのに始まる。武市農場もやや準備の出来た二十八年に、敬友である維新の志士で、後に衆議院議長等をやった片岡健吉、林勇三等六名が相謀って、同志の救済を主としてこの北見に大農場を建設してまた一方我が国の新天地開拓と言う大望の下に、帝都の方でも多数名士の賛成を得て「北光社農場」を開発することになったので、その支配方を前に浦臼で経験を持っている私に是非行ってくれ……と言う所から片岡氏の同志である澤本楠彌氏と共に、案内人を連れて北見入りをしたのである。—「開拓者は語る　御召拜謁を賜った前田駒次さんの話」、米村 (1933:251)
しかし、坂本の自伝においては彼がはじめて同地を訪れたのは1896年（明治29年）のことであるとある。前田の述懐には土居晴夫が疑問を呈している。『福音新報』の当時の記事によれば、入植の候補地としてはまず天塩川沿岸が挙げられたが、御料局の管理地であったため断念され、かわりに高知出身の北海道庁技師・内田瀞の助言のもと、クンネップ原野が適地に定められたとある。土居は、坂本が片岡にあてて書いた1896年2月8日付の書簡において、現状の候補地が手塩であると述べていることから、前田の述懐は1年ずれており、1896年8月がクンネップ原野の初視察の時期であると論じている。『続訓子府町史』も土居の説をとるが、白井は『聖園教会史』に、1895年時点での前田の天塩・北見視察の記述があること、北光社の設立が北海道庁が広布する諸規則を先取りするものであったことなどを根拠に、はじめて視察がおこなわれたのはやはり1895年のことであり、坂本はそのことを知らなかったのであろうと述べている。1896年の渡道にあたって、坂本は札幌農学校で「北海道の発達」と題する講演をおこない、現状の北海道においてはコミュニティの自治独立が不十分であり、内地に多くのものを依拠する現状の社会構造のままでは、ロシアに対抗するための鎖鑰としての機能を十全に満たすことができないと論じている。

ともあれ、北光社は北海道国有未開地処分法の適用を受け、クンネップ原野（現：北見市・常呂郡訓子府町）に第1農場（358万2596坪）および第3農場（300万坪）、野花南（現：芦別市）に第2農場（51万坪）の用地を借り受けた。坂本直寛・片岡健吉・由比直枝・大脇克信・西原清東・根本正・傍士次の出資による9万円が原資となり、用地はそれぞれの出資者を代表とする7班に分けられた。さらに、同年9月には土佐自由党の機関誌である『土陽新聞』に入植先発隊の募集記事が掲載された。大谷清虎率いる先発隊12人は10月に厚岸港に降り立ち、本部および入植者のための小屋、道路、橋梁を建設した。同年中に、雑木と雑草を建材とする簡素な小屋が100棟、翌年5月までにさらに20棟が建造された。
沢本を中心として、規約の草案づくりがはじまり、1897年（明治30年）1月26日、高知市内でおこなわれた総会において、規約および住民規則が規定された。また、社長に坂本、副社長に沢本が就任することが決定した。この段階で、北光社の構成員は20人に到達していた。規約においては資本金、役員および総会の構成、収益の分配が、住民規則においては移住者の募集条件、権利・義務が規定された。住民規則によれば、移住者は渡航費および生活費を自弁する「独立移住民」と、これらの費用が貸与される「補助移住民」に分類され、独立移住民については小作料が1円から67銭に減免され、土地所有権が3分の1から3分の2（後に10分の4・全地に変更）に拡張された。また、移住規則の11条・12条においては、ピューリタン的な価値観にもとづいて住民の生活心得が規定され、移住者の姦淫・飲酒・賭博が禁じられた。

### 入植と開拓

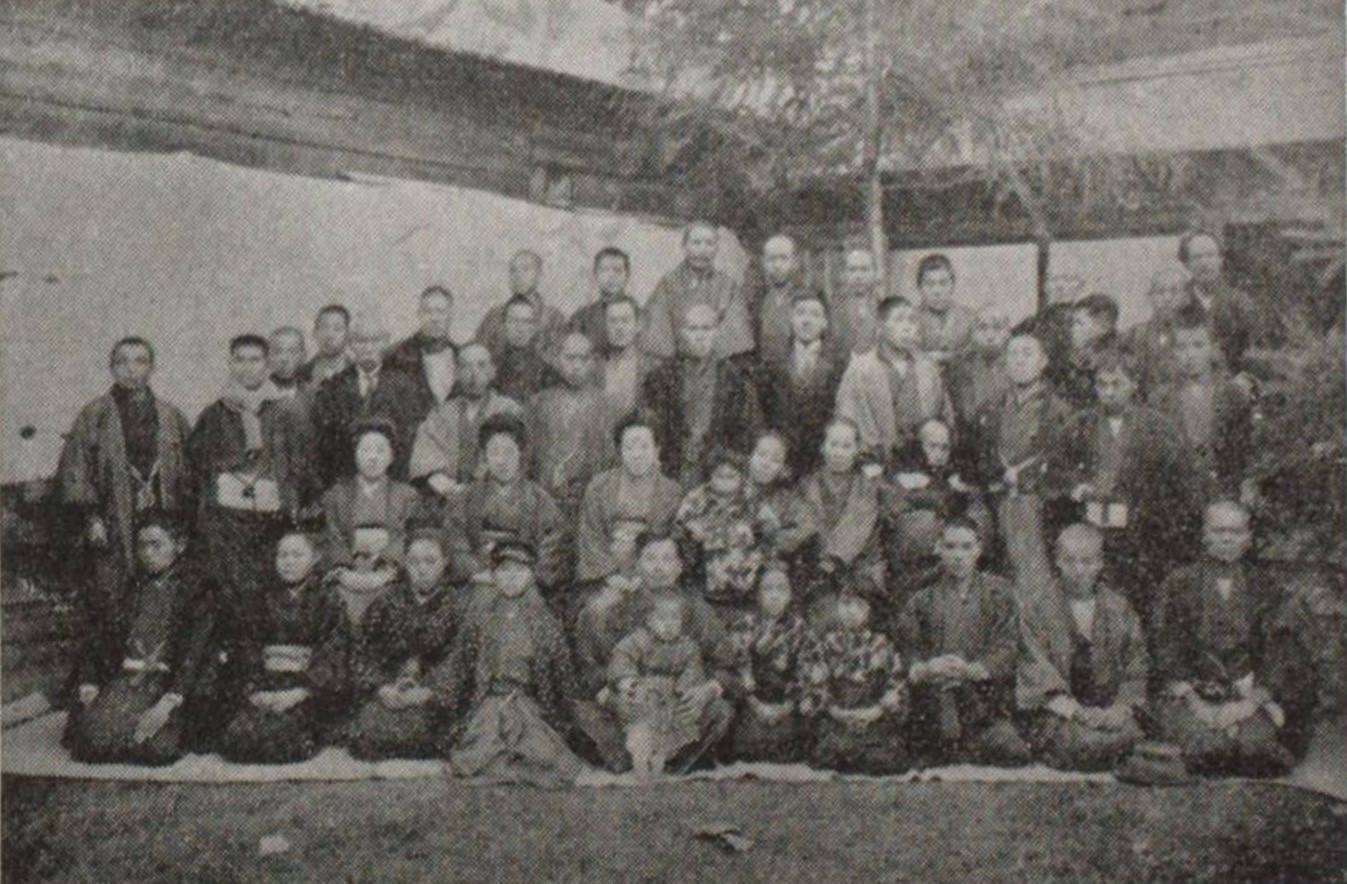
北光社の記念写真（1912年・大正元年）。中央に写るのが前田駒次長男の朝光。「大正元年四月北光社団体が一応成功の域に達したその歓びに咽び泣きあつた記念の撮影」であった。

1897年3月11日、坂本率いる第1団が、須崎港を出発した。同25日に同団体は小樽に上陸し、鉄道で野花南の第2農場へと向かった。沢本の率いる、クンネップ原野を目的地とする第2団は、4月4日に浦戸港を出発し、5月3日に網走に上陸した。坂本は入植地に向かわず札幌・函館で説教をおこない、網走で第2団を迎えた。現地入りした移民の総数は、資料により若干のばらつきがあるものの、当時の手荷物控帳簿をもととする推計により、おおむね112戸と考えられている。
入植にあたっての状況は劣悪であり、第2団では航海中に発生した麻疹により、多くの子供が上陸を待たずして死亡した。また、入植者を迎えるために建てられた小屋は、古老の談話によれば「寝床で星が拝めた」ほどに粗末なものであり、貸付金を返却せずに逃亡するものも相次いだ。入植者のひとりである伊東弘祐は、当時の様子を「二間に三間の草小屋、外の見える様な草囲い。座板はヤチダモの割り板でがたがたした上に、而もでこぼこの座敷に庭筵を敷き、女共は泣き出すやら、隣の家は草木で見えず実に心細い。又猛獣の出る恐れも有るやら、筵戸を吊るし、枕元に銃と鉞を置いてその晩は寝に付た」と述懐している。こうした状況下、坂本は入植からわずか3ヶ月後の8月、社長の座を沢本に譲り、高知に帰郷している。1898年（明治31年）9月には大洪水が発生し、被害地域では収穫が皆無となった。開墾を軌道に乗せつつあった入植者にとって、この災害は「心境に大きな打撃を与え」るものであり、逃亡・離散者が相次いだ。沢本は救済工事を請負い離脱者を食い止めようとしたほか、鉄道敷設の請願などをおこなった。しかし、1904年（明治37年）には沢本も次の支配人として前田を指名し、高知に帰郷した。この年の10月1日、沢本は病没した。
北海道に理想的なキリスト教コミュニティをつくるという北光社の当初の目的は、停滞していた。北光社農場では1900年（明治33年）5月25日にはじめての礼拝がおこなわれたが、5人の参列者は、みな高知教会出身の北光社幹部であった。同年6月にはジョージ・ペック・ピアソンによりはじめての洗礼がおこなわれ、1902年（明治35年）には村内のキリスト教徒は31人まで増加した。1904年には伝道の拠点である北光社講義所が開かれるも、同時期には郵便局や駐在所などの建設を経て、野付牛の屯田兵村に市街が形成されはじめており、ピアソン夫妻らの主導のもと、布教の中心はそちらに移っていった。
沢本を継いだ前田は、農場経営を立て直すため、すでに与えられた土地を開拓し終わった屯田兵に対して、農場用地の売却をおこなった。また、所定期間内に開墾を終えた入植者に、土地の半分を無償で贈与する施策を実行したほか、開拓困難な低湿地帯を政府に返還した。これらの改革案は成功を収め、北光社の経営は安定した。1904年ごろから、北見地域では薄荷の栽培が盛んになった。薄荷をはじめとする、商品作物の栽培成功を背景に、移住者の生活も余裕のあるものとなり、彼らの間にも、北光社農場の用地を新しく購入するものがあらわれた。明治の終わりまでには、北光社農場の土地はほとんど開拓された。また、この時期に北海道の薄荷問屋がカルテルを組み、同地の薄荷を不当な廉価で仕入れていることが判明する事件（サミュエル事件）があり、この是正によって薄荷による収入が大幅に上昇した。
前田は1907年（明治40年）に北海道会議員に当選し、以来7期におよぶ議員生活を送る。1914年（大正3年）には北光社農場は札幌の資産家である黒田四郎に移譲され、北光社は活動を終了した。残された小作人も、1940年（昭和15年）に黒田から土地を購入し、自作農となった。

## その後
1909年（明治42年）には、同地域に町村制が施行され、野付牛村が誕生した。さらに、1910年（明治43年）には、同地を通る池網線が建設され、1911年（明治44年）には野付牛駅が開業した。野付牛の人口は1913年（大正3年）までに5353世帯23,965人に達し、前田が北光社を引き払って間もない1915年（大正4年）4月1日、野付牛村は野付牛町に昇格した。前田は、道議会議員と兼職で、1920年（大正9年）9月までの5年間、初代野付牛町長をつとめた。1942年（昭和17年）には、野付牛町は北見市に市政移行した。
1927年（昭和2年）には、入植30周年を記念して、北光社本部跡地に石碑が造立された。また、1971年（昭和46年）にも、「北見市発展の大きな盤石」を築いた北光社を顕彰する目的で、石碑が造立された。日本キリスト教会北見教会の牧師である小池創造の呼びかけにより、1983年（昭和58年）には北光社初代社長である坂本直寛の顕彰碑が建造された。また、北光社のゆかりから、1986年（昭和61年）、北見市と高知市は姉妹都市提携を結んでいる。
一方で、北光社は、入植地をキリスト教コミュニティとして発展させることには失敗した。その原因として、白井は、移民団が封建社会の遺風を捨てきれず、リーダーである士族層と、多くの場合キリスト教に関心を持っていなかった一般入植者の間にあった知的・理念的ギャップが埋まらなかったこと、「人々が心の拠り所をもっとも必要としていた時期」である開拓初期に北光社が教会を設立できなかったことを挙げている。また、白井は、初代社長である坂本の政治的姿勢は全体主義的なものに傾斜しており、このような、「ナショナリズムと結びついた拓殖思想」がコミュニティの健全な自治精神を妨げたと論じている。

## 関連文献
- 『聖園教会史』日本基督教会聖園教会、1982年。doi:10.11501/12266054。